# Galit Bell
Galit Bell (* 1973; hebräisch גלית בל) ist eine israelische Sängerin.

## Leben
Bereits 1996 nahm Bell, die vorher Offizierin in der israelischen Armee gewesen war, am Kdam-Eurovision teil. Ihr Song Shalom olam (hebräisch שלום עולם) erreichte zwar beim Vorentscheid den ersten Platz, beim Eurovision Song Contest konnte sie sich jedoch als 28.-Platzierte in der 29 Teilnehmer umfassenden Qualifikationsrunde mit 12 Punkten nicht für das Finale qualifizieren und durfte so am eigentlichen Wettbewerb nicht teilnehmen.